# Бруклін Мурс
Бруклін Мурс (англ. Brooklyn Moors, нар. 23 лютого 2001, Кембридж (Онтаріо)) — канадська гімнастка. Переможниця та призерка Панамериканських ігор та чемпіонату.

## Біографія
Старша сестра Вікторія Мурс була членкинею збірної Канади зі спортивної гімнастики на Літніх Олімпійських іграх 2012 в Лондоні, Велика Британія.
Після Літніх Олімпійських ігор 2020 у Токіо, Японія, планує навчання в Університеті Каліфорнії у Лос-Анджелесі.

## Спортивна кар'єра
На спортивну гімнастику пішла в три роки слідом за старшою сестрою. На кожне змагання бере з собою талісман у вигляді іграшкової собаки на ім'я Арчі.

#### 2017
На дебютному чемпіонаті світу, що проходив у жовтні в Монреалі, в багатоборстві була п'ятнадцятою, у вільних вправах - п'ятою.

#### 2018
В Досі, Катар, на чемпіонаті світу в команді посіла четверте місце, в багатоборстві була двадцять четвертою, у вільних вправах — восьмою.

#### 2019
На Панамериканських іграх в Лімі здобула перемогу в фіналі вільних вправ та виграла срібло в командній першості.
На чемпіонаті світу 2019 року в командному фіналі разом з Еллі Блек, Шелон Олсен, Вікторією Ву та Енн-Марі Падурару посіли сьоме місце, що дозволило здобули командну олімпійську ліцензію на Літні Олімпійські ігри 2020 у Токіо, Японія. В фіналі багатоборства посіла чотирнадцяте місце, а в фіналі вільних вправ була сьомою.

## Результати на турнірах
| Рік  | Змагання                   | КБ | ІБ | Опорний стрибок | Різновисокі бруси | Колода | Вільні вправи |
| ---- | -------------------------- | -- | -- | --------------- | ----------------- | ------ | ------------- |
| 2017 | Панамериканський чемпіонат |    |    | 2               | 3                 | 7      | 1             |
| 2017 | Чемпіонат світу            |    | 15 |                 |                   |        | 5             |
| 2018 | Чемпіонат світу            | 4  | 24 |                 |                   |        | 8             |
| 2019 | Панамериканські ігри       | 2  |    |                 | 6                 |        | 1             |
| 2019 | Чемпіонат світу            | 7  | 14 |                 |                   |        | 7             |
| 2021 | Олімпійські ігри           |    | 16 |                 |                   |        |               |